# Chan Gailey
Chandler Gailey Jr. (Gainesville, 5 gennaio 1952) è un allenatore di football americano statunitense nel college football e nella National Football League (NFL).

## Carriera da allenatore

### Dal 1985 al 1986
Ha iniziato la sua carriera nella NFL con i Denver Broncos nel ruolo di allenatore della squadra speciale e dei tight end.

### Stagione 1987
È passato come allenatore dei wide receiver e dei tight end.

### Stagione 1988
Ha ricambiato il ruolo diventando l'allenatore dei quarterback.

### Dal 1989 al 1990
Ritorna a fare l'allenatore dei wide receiver e in più il coordinatore dell'attacco.

### Dal 1994 al 1995
Passa ai Pittsburgh Steelers come allenatore dei wide receiver.

### Daa 1996 al 1997
Cambia ruolo diventando il coordinatore dell'attacco.

### Stagione 1998
Passa ai Dallas Cowboys come allenatore capo chiudendo con il record di 10 vinte e 6 perse, conquistando la Division East della NFC. Poi è stato eliminato al Wild card Game dagli Arizona Cardinals.

### Stagione 1999
Ha chiuso la stagione con il record di 8 vinte e 8 perse, passando ai playoffs ma venendo subito eliminati al Wild card Game dai Minnesota Vikings.

### Dal 2000 al 2001
Passa ai Miami Dolphins come coordinatore dell'attacco.

### Dal 2008 al 2009
Passa ai Kansas City Chiefs sempre con il ruolo di coordinatore dell'attacco.

### Stagione 2010
Ha firmato con i Buffalo Bills con il ruolo di allenatore capo, ha chiuso con un record negativo di 4 vinte e 12 perse.

### Stagione 2011
Ha chiuso la stagione con 6 vittorie e 10 sconfitte.

### Stagione 2012
Dopo aver terminato la stagione con un record di 6-12, Gailey è stato licenziato.
Il 20 gennaio 2015, Gailey è stato assunto come coordinatore offensivo dei New York Jets.

## Palmarès
- NFC East division: 1

Dallas Cowboys: 1998